# Michel Sanchis
Michel Sanchis (* 3. September 1951) ist ein ehemaliger französischer Judoka. Er war 1979 Weltmeisterschaftszweiter.

## Sportliche Karriere
Der 1,72 m große Michel Sanchis war 1971 Militärweltmeister in der Gewichtsklasse bis 80 Kilogramm. 1974 und 1976 gewann er die offenen Deutschen Meisterschaften. 
Ab 1979 kämpfte er im Mittelgewicht, der Gewichtsklasse bis 86 Kilogramm. Beim Tournoi de Paris erreichte er 1979 das Finale und wurde Zweiter hinter dem Japaner Masao Takahashi. Bei den Französischen Meisterschaften unterlag er 1979 im Finale Bertrand Bonelli. Auch bei den Mittelmeerspielen in Split belegte Sanchis den zweiten Platz, hier unterlag er dem Jugoslawen Slavko Obadov. Bei den Weltmeisterschaften in Paris bezwang er im Viertelfinale den Brasilianer Walter Carmona und im Halbfinale den Spanier José Antonio Cechini, im Finale unterlag Sanchis Detlef Ultsch aus der DDR.
Bei den Olympischen Spielen 1980 in Moskau schied Michel Sanchis in seinem ersten Kampf gegen José Antonio Cechini mit einer Koka-Wertung aus. 1981 unterlag Sanchis im Finale des Tournoi de Paris seinem Landsmann Bernard Tchoullouyan. Drei Monate später siegte Tchoullouyan auch im Finale der französischen Meisterschaften. Seinen einzigen französischen Meistertitel gewann Michel Sanchis 1982 gegen François Fournier.